# Rhyscotoides cubensis
Rhyscotoides cubensis is een pissebed uit de familie Rhyscotidae. De wetenschappelijke naam van de soort is voor het eerst geldig gepubliceerd in 1908 door Gustav Budde-Lund.